# Округ Тербон (Луизијана)
Тербон (енгл. Terrebonne Parish) је округ у америчкој савезној држави Луизијана.

## Демографија
По попису из 2010. године број становника је 111.860, што је 7.357 (7,0%) становника више него 2000. године.
| Група             | 2000.          | 2010.          |
| Белци             | 76.548 (73,2%) | 76.789 (68,6%) |
| Афроамериканци    | 18.594 (17,8%) | 21.139 (18,9%) |
| Азијати           | 845 (0,8%)     | 1.140 (1,0%)   |
| Хиспаноамериканци | 1.631 (1,6%)   | 4.421 (4,0%)   |
| Укупно            | 104.503        | 111.860        |